# Arthur Wansleben

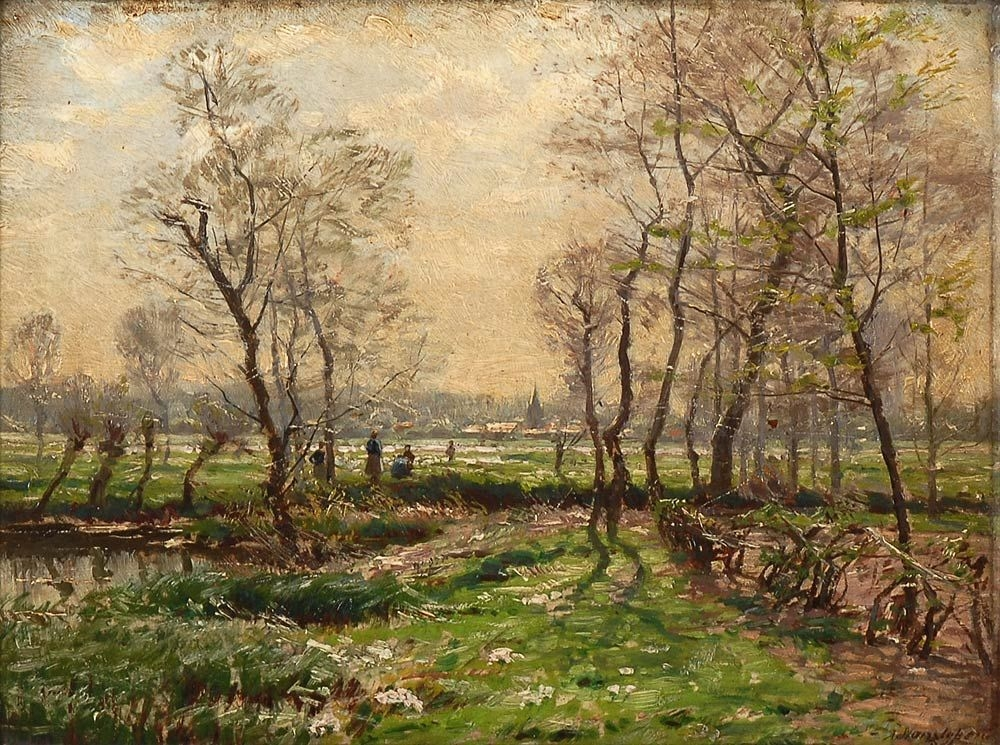
Frühlingsstimmung vor dem Städtchen

Arthur Wansleben (* 19. Dezember 1861 in Krefeld; † 29. Juni 1917 in Düsseldorf) war ein deutscher Landschaftsmaler der Düsseldorfer Schule.

## Leben
Wansleben studierte Malerei an der Kunstakademie Düsseldorf. Ab 1881 waren dort Johann Peter Theodor Janssen, Hugo Crola, Heinrich Lauenstein und vor allem der Landschaftsmaler Eugen Dücker seine Lehrer. Schüler in der Landschafterklasse Dückers war er in den Jahren 1883 bis 1887. 1885 hielt er sich in Katwijk auf. 1903 gehörte Wansleben zur Freien Vereinigung Düsseldorfer Künstler, die im Düsseldorfer Kunstpalast ihre Jahresausstellung abhielt. Außerdem war er Mitglied im Künstlerverein Malkasten.
Unter den Landschaftern der Düsseldorfer Schule hat sich Wansleben neben Max Clarenbach, Wilhelm Hambüchen, Ernst Hardt, Heinrich Hermanns, Olof Jernberg, Helmuth Liesegang, Adolf Lins, Hugo Mühlig, Heinrich Otto, Max Stern und Fritz von Wille vor allem als Maler des Niederrheins einen Namen gemacht.
1909 war er auf der Großen Berliner Kunstausstellung vertreten, 1916 auf der Kunstausstellung des Nassauischen Kunstvereins. Eine Gedächtnisausstellung veranstaltete das Kaiser-Wilhelm-Museum in Krefeld vom 11. Oktober bis 11. November 1917.

## Werke (Auswahl)
- Am Niederrhein, 1909
- Abendlicht am Rhein, 1916
- Morgen am Niederrhein[5]